# Kompani

Natosymbolen för ett kompani ur infanteriet. Strecket ovanför rektangeln anger att det är ett kompani. Krysset i rektangeln anger att det är ett infanteriförband. Den blåa färgen anger att det är egna eller allierade styrkor.

Ett kompani är ett militärt förband som är en underavdelning till en bataljon eller en brigad, och består av mellan två och sju plutoner.
Antalet soldater i ett kompani varierar mellan 80 och 200 man. Chefen för ett kompani är vanligen major eller kapten. Som biträde finns en kompaniadjutant, som vanligen är en högre underofficer. Ett kompani är den minsta arméenhet som i administrativt och taktiskt hänseende är delvis självständigt. 
Ett kompani är ofta specialiserat för en viss uppgift.[källa behövs] Kavalleriets motsvarighet kallas ofta skvadron. Fram till 1966 var motsvarigheten i det svenska artilleriet batteri.
Ordet kompani kommer etymologiskt av latinets cum och panis och syftar ursprungligen på matlag.